# Zischkaita caapura
Zischkaita caapura là một loài bọ cánh cứng trong họ Chrysomelidae. Loài này được Moura miêu tả khoa học năm 2005.